# تاتياوانا جونز
تاتياوانا جونز (بالإنجليزية: Tattiawna Jones)‏ (ولدت في خليج ثندر، كندا) هي ممثلة كندية في التليفزيون والمسرح.

## روابط خارجية
- تاتياوانا جونز على موقع IMDb (الإنجليزية)
- تاتياوانا جونز على موقع قاعدة بيانات الفيلم (الإنجليزية)